# چاینا اکسپرس ایرلاینز
چاینا اکسپرس ایرلاینز (انگلیسی: China Express Airlines) شرکت هواپیمایی چینی است، که در سال ۲۰۰۶ تأسیس شد.